# Augusta Brandes
Augusta Wilhelmina Brandes, född den 9 november 1821 i Kristianstad, död den 7 september 1903 i Skövde, var en svensk entreprenör. Hon var grundaren av Svenska Industrimagasinet i Stockholm.

## Biografi
Brandes var dotter till musikdirektören vid Norra skånska infanteriregementet Gustaf Brandes och Wilhelmina Angresius i Kristianstad.
Brandes inflyttade till Stockholm från landsorten. Hon arbetade länge för att inrätta ett industrimagasin, det vill säga butik för konsthantverk i Stockholm. År 1862 gav regeringen projektet ett anslag på 1.500 riksdaler, och 1863 en lika stor summa för att förverkliga företaget. Via denna verksamhet lät hon ställa ut och sälja "fruntimmers handarbeten och åtskilliga andra inhemska konst- och slöjdprodukter". Brandes var framgångsrik och hade kunder bland kungahuset och utländska turister i Sverige.
Hon beskrevs år 1864 som: 
"...ett fruntimmer af mycken förtjenst och ovanlig energi. Det är hennes verksamhet, hennes outtröttliga bemödanden och alldeles ovanliga ihärdighet vi hafva att tacka för det vi inom Sveriges hufvudstad ega ett s. k. Industrimagazin, hvarest profver på svenska slöjd- och industrialster af alla slag äro på ett ställe sammanförda och der man sålunda har en öfverblick af allt hvad i vårt land kan förfärdigas, hvilket i sanning icke är litet."
I början av 1867 var Brandes tvungen att avveckla rörelsen, enligt uppgift på grund av konkurrens från industriutställningen i Kungsträdgården 1866. Ett lotteri arrangerades till hennes förmån som gav 13 000 kronor.
Brandes tillbringade några år i USA hos sin bror. Från 1890 bodde hon i Skövde, där hon avled 1903.
Professor Ulla Wikander har i en uppsats framhållit Brandes (jämte Amanda Christensen) som exempel på de "idérika och driftiga affärskvinnor" som framträdde i Stockholm under 1800-talet.